# صديقة عريبي
صديقة محمد عريبي هي عاملة أنثروبولوجيا اجتماعية ومؤلفة أمريكية ليبية. ولدت في طرابلس بليبيا، وهاجرت مع أسرتها إلى الولايات المتحدة في أواخر السبعينات لتستقر في شمال كاليفورنيا. بعد حصولها على درجة الدكتوراة عملت كأستاذ الأنثروبولوجيا بجامعة كاليفورنيا، بركلي وجامعة سان فرانسيسكو وجامعة سانت ماري بكاليفورنيا. كانت كذلك عضوًا نشطًا في رابطة العالم الإسلامي أكبر منظمة إسلامية غير حكومية تضم شخصيات دينية مسلمة من 22 بلدًا. توفيت في يوليو 2007 أثناء زيارتها لوالدتها واخوتها واخواتها في ليبيا.

## المساهمات الأدبية
في مايو 1994 نشرت صديقة عريبي كتابها «النساء والكلمات في السعودية: سياسة الخطاب الأدبي» (بالإنجليزية: Women and Words in Saudi Arabia: The Politics of Literary Discourse)، وفيه تحلل أعمال 9 من الكاتبات السعوديات وتأثيرهن على الخطاب الثقافي العربي بناءً على مقابلات وتحليلات للنصوص. تشير الدراسة إلى أن النساء يسهمن بدرجة كبيرة في تعريف وتفسير التاريخ والدين والتقاليد السعودية رغم القيود الدينية والسياسية والثقافية المفروضة عليهن كنساء وكاتبات. في هذا العمل الرائد تقدم صديقة وصفًا عرقيًّا وأدلة أدبية لإثبات تفرد الكاتبات السعوديات اللائي: «ظهرن ليس فقط كمادة أدبية لكن كمولدات لهذا الخطاب الأدبي تنتجن نصوصهن وتشكلن مفاهيمهن الخاصة لفهم الكون، فأقلامهن لا تلين منذ السبعينات».
تضمن الكتاب فتوى من الشيح عبد العزيز بن باز منذ عام 1978 تلخص وجهة نظره الأصولية التي تحاول الكاتبات تغييرها، تقول الفتوى: «إن الهجوم على وصاية الرجل على المرأة هو مخالفة لله واعتراض على كتابه وشريعته، وهو كفر أكبر بإجماع العلماء، والمرأة التي تكتب ورئيسات التحرير لا بد أن تتم محاكمتهن بطريقة رادعة».
يطرح الكتاب سؤالًا: «كيف يمكن للمرأة أن تستخدم الكلمات كوسيلة لمواجهة الخطاب السلطوي، والجماليات كاستراتيجية سياسية لمراجعة المفاهيم والأفكار والمؤسسات التي تستخدم للسيطرة عليهن؟».
ترى صديقة أن هؤلاء الكاتبات لا تتفق أفكارهن مع النسوية الغربية وتعريفها للنظام الأبوي. وفي كتاب «أنثروبولوجيا الجنس في الشرق الأوسط» سجلت صديقة ملحوظة هامة متعلقة بالنساء المسلمات: «هناك ثلاثة أسباب لعدم إمكانية تبني المسلمات للنموذج الغربي للنسوية؛ أولًا لا تعد المرأة المسلمة الروابط الأسرية وأواصر القربى عائقًا لتحرر المرأة، ثانيًا هناك استياء من نظرة الغرب لمشكلة المرأة المسلمة كمشكلة دينية بالأساس، وثالثًا لا تُعَد الأجور وسيلة تحرر بالمعنى الذي تنادي به النسوية الغربية».

### كتاب «النساء والكلمات في السعودية: سياسة الخطاب الأدبي»
في كتابها «النساء والكلمات في السعودية: سياسة الخطاب الأدبي» وظفت صديقة مفهوم ميشال فوكو عن الخطاب للتحليل فهم الكاتبات السعوديات لوضعهن ضمن نطاق أكبر للسلطة، ورؤيتهن لعملهن ككاتبات مبدعات أو صحفيات كوسيلة إزعاج للآليات المسئولة عن تنظير دور وسلوكيات المرأة في المجتمع. كما تشرح صديقة بالتفصيل النهج الذي تتبعه الكاتبات السعوديات للجمع بين معارضة جوانب معينة في المجتمع والتأكيد على القيم الثقافية العليا. وتقول صديقة أن فهم هذا النهج ضروري لإدراك كيفية وصول الكاتبة السعودية إلى مجال الثقافة السياسية وتقديم تفسيراتهن للإسلام والعلاقات بين الجنسين ودور المرأة في المجتمع. وترى أن:
| صديقة عريبي | الكتاب عادةً هم ناشرو الثقافة إن لم يكونوا صانعيها، وفي المجتمع السعودي من المفترض ان يكونوا حراسًا ومدافعين وحماة للشرائع ومفسرين لها في نفس الوقت، ودور الكتابة -كما تعتبره مراكز القوى- هو إعطاء تصور للواقع متوافق مع ومسترشد بأفكار هذه المراكز | صديقة عريبي |

في الفصل الأول من الكتاب تحدثت صديقة عن الأدب في لمجتمع وشرعية الكاتبات وفرصهن للانخراط في العمل الأدبي. ركز الفصل الثاني على ثلاث كاتبات: فوزية أبو خالد، وهي مهتمة بعلاقة الأدب بالدين وتؤمن بأن «حق النقاش والمشاركة في الخطاب هو حق لكل شخص»؛ فالتغيير -كما تعتقد- يعتمد على العامة لا المثقفين، ورقية الشبيب كاتبة القصة القصيرة التي تصب تركيزها على النساء اللاتي غيرن مجرى التاريخ كشهرزاد وبلقيس ملكة سبأ، وتؤمن بأن «المشكلة ليست في هيمنة الذكور لكن في خضوع الأنثى»، وأخيرًا رجاء عالم الكاتبة المسرحية التي تؤمن بأن وظيفة الأدب الرئيسية هي تحرير الفرد.
أما الفصل الثالث فتحدثت فيه عن ثلاث كاتبات للقصة القصيرة؛ شريفة الشملان التي تستقي معظم قصصها من قصص حقيقية لسيدات تعاملت معهن عن قرب خلال عملها في الخدمة الاجتماعية خاصة في السجون، وخيرية السجاف التي «لا تكتب لقارئ في عجلة كالذي يقرأ في سيارة أو أثناء انشغاله بعمل شيء آخر»، ونجوى هاشم التي تتعامل مع سيدات «تعانين من التناقض بين الواقع والمثل العليا».
في الفصل الرابع تحدثت صديقة عن ثلاثة من أشهر كاتبات المقالات قراءة في السعودية وهن: جواهر المساعد، وتكمن مهارتها في قدرتها على طرح السؤال الصائب بدون إعطاء إجابة، وسهيلة زين العابدين التي يعدها الأدباء والأديبات متماشية مع لخطاب السائد.
الفصل الخامس يتعامل مع ردود الأفعال الناتجة عن الكتابة وحدوث التحول في وضع المرأة من مادة تتم الكتابة عنها إلى أن أصبح إنتاجهن العقلي متاح للجمهور.

## محاضرات
ألقت صديقة عريبي محاضرات في في عدة مؤتمرات عن الإسلام والمرأة في العالم العربي. في 4 أكتوبر 1997 شاركت في المؤتمر السنوي ال51 الذي يستضيفه معهد الشرق الأوسط بواشنطن بعنوان «الشرق الأوسط نحو القرن الحادي والعشرين». جذب المؤتمر أكثر من 400 صحفي ودبلوماسي ورجل أعمال ومنظمة غير حكومية وأكاديمي. في لاجلسة النهائية اشتركت صديقة مع فاضل شلبي من مركز دراسات الطاقة العالمية بشرح كيفية تأثير تغير ديناميكيات تصدير النفط على الوضع السياسي والاقتصادي في الخليج العربي.
كما ألقت محاضراتها في عدة مناسبات خاصة بجمعية الطلاب المسلمين، كمحاضرة «سياسة تحريف: المرأة والسلطة في المجتمعات الإسلامية» التي ألقتها خلال أسبوع التوعية بالإسلام في جامعة ستانفورد. وفي 22 فبراير 2007 ألقت محاضرة بعنوان «إدراك الإسلام: الوصول، صوت وسياقات المسؤولية التفسيرية» لمركز الدراسات الإسلامية في الاتحاد اللاهوتي للدراسات العليا في جامعة كاليفورنيا، بيركلي. كما حاضرت عن تجربتها في الحج في حدث استضافه اتحاد الطلاب المسلمين في جامعة سانتا كلارا في 1 مارس 2007.

## روابط خارجية
صفحة كتاب "Women and Words in Saudi Arabia: Politics of Literary Discourse" على موقع Goodreads